# Szent Mihály és Gábriel arkangyalok fatemplom (Sztojkafalva)
A sztojkafalvi Szent Mihály és Gábriel arkangyalok fatemplom műemlékké nyilvánított épület Romániában, Máramaros megyében. A romániai műemlékek jegyzékében az  MM-II-m-A-04754 sorszámon szerepel.